# Carlos Marquerie
Pour les articles homonymes, voir Marquerie (homonymie).
Carlos Marquerie, né à Madrid en 1954, est un dramaturge, metteur en scène, peintre, scénographe et éclairagiste espagnol.

## Biographie
Il fonde la compagnie « La Tartana Teatro » en 1977,. De 1981 à 1985 il coordonne le Encuentro Internacional de Teatro en la Calle (Rencontre Internationale de Théâtre dans la Rue), à Madrid et y défend un théâtre alternatif, différent du théâtre public ou commercial. 
En 1988, il dirige avec Esteve Graset les Rencontres de Théâtre Contemporain de Murcie. En 1985 et 1986 il dirige Movimiento, une société de production et services théâtraux. En 1990, il fonde avec Juan Muñoz Rebollo le Théâtre Pradillo (es), à Madrid, dont le local est racheté par les membres de la compagnie La Tartana. En 1996 il abandonne le Théâtre Pradillo et « La Tartana Teatro », en créant la Compagnie Lucas Cranach,.

## Prix
- 1988 - Prix Icare de Théâtre de Diario 16[6].
- 2015 - Finaliste du Prix Max de la meilleure conception lumière pour Bosque Ardora[7].
- 2017 - Prix Max de la meilleure conception lumière pour Caída del cielo[8].
- 2022 - Finaliste du Prix Max de la meilleure conception lumière pour Acciones sencillas[9].
- 2023 - Finaliste du Prix Max de la meilleure conception lumière pour Or noir[10].

## Œuvres
- Ciudad Irreal (1984)
- Ultima Toma (1985)
- Comedia en Blanco I. Infierno (1994)
- Lucrecia vista por Cranach (1995)[11]
- El rey de los animales es idiota (1997)[12]
- Lucrecia y el escarabajo disiente (2000)[11]
- 120 pensamientos por minuto (2002), traduit en français par Christilla Vasserot sous le nom 120 pensées à la minutes et publié en 2006 par Les Solitaires Intempestifs
- 2004 (tres paisajes, tres retratos y una naturaleza muerta) (2004)[13]
- Que me abreve de besos tu boca (2005)[14]
- El temblor de la carne (2007)[15]
- Entre las brumas del cuerpo (2008)[16]
- Maternidad y osarios (2016)[17]